# Odars
Odars es una comuna francesa situada en el departamento de Alto Garona, en la región de Occitania.

## Demografía
| 185 | 244 | 298 | 416 | 527 | 583 | 906 |
| Para los censos de 1962 a 1999 la población legal corresponde a la población sin duplicidades (Fuente: INSEE [Consultar]) |     |     |     |     |     |     |